# 重茂半島

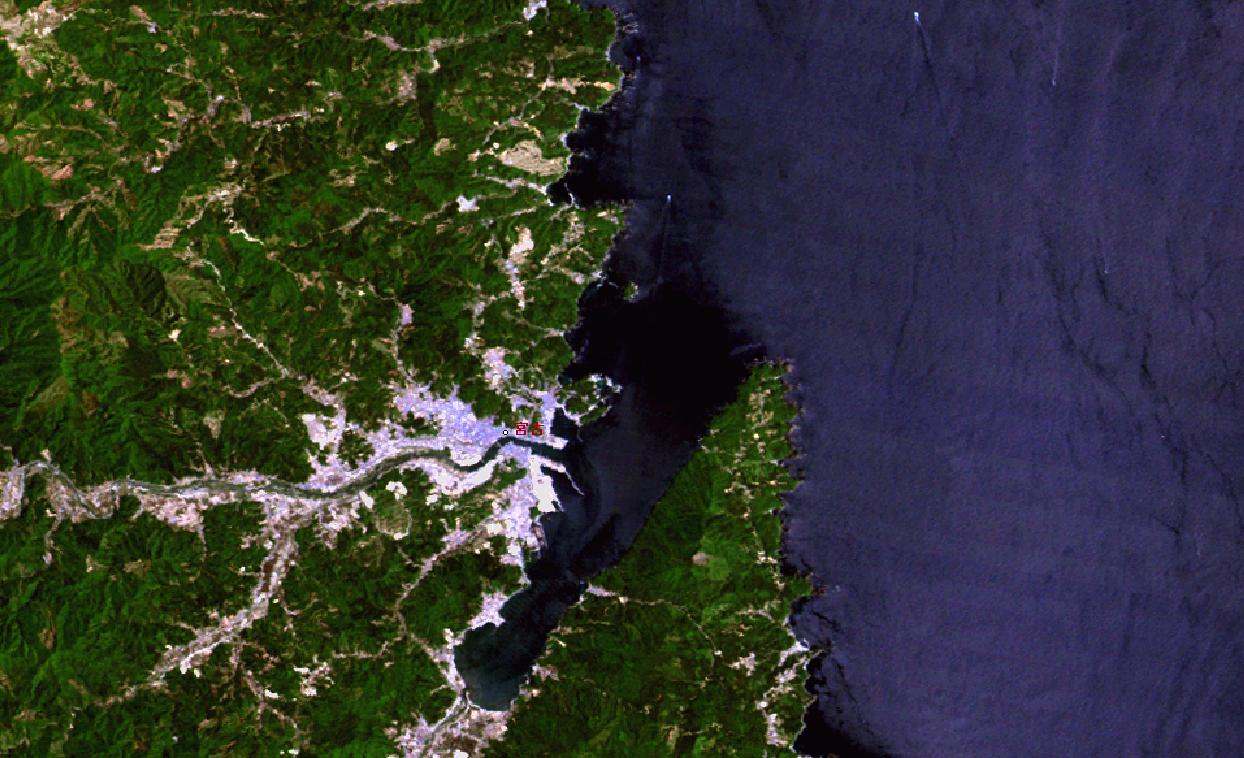
重茂半島の衛星画像

重茂半島（おもえはんとう）は、岩手県南東部、太平洋に面する本州最東端の半島。無数の入り江と半島が連続する三陸海岸の中でも最大の半島。

## 自然
半島のほとんどを緑に覆われた山地や断崖が占めるため、三陸海岸でも指折りの秘境の様相を呈する。沿岸は全て三陸復興国立公園に指定されており、高さ100mほどの断崖絶壁が連続する。その北端が閉伊崎で、東側に本州最東端の魹ヶ崎があり、魹ヶ埼灯台と記念碑が建つ。半島北部にある月山は絶好の展望スポットであり、北は宮古湾をはさんで浄土ヶ浜、南は山田湾、そして東は魹ヶ崎や太平洋を一望する。

## 東北地方太平洋沖地震
2011年3月11日に起きた東北地方太平洋沖地震では時速115kmで海岸に押し寄せた津波が、日本国内観測史上最高の高さ40.5メートルまで達した。また宮古市の中心部と半島内の地区を結ぶ岩手県道41号重茂半島線は津波の影響で崩落、がれきに埋まるなどしたため千鶏、石浜地区は3月15日まで一時孤立した。また半島内の鵜磯小学校と千鶏小学校がそれぞれ被災のため、重茂小学校で授業を行うこととなった。